# Polarizator
Polarizator je optična naprava, ki žarek elektromagnetnega valovanja z nedoločeno ali mešano polarizacijo spremeni v žarek z določeno polarizacijo. 
Polarizatorje delimo v dve veliki skupini:
- absorbcijski polarizatorji
- polarizatorji z razdelitvijo žarka

## Absorbcijski polarizatorji
Najenostavnejši je polarizator z mrežo iz vzporedno napetih žic. Kadar nanj pravokotno pada žarek nepolariziranega elektromagnetnega valovanja, dobimo na drugi strani polarizirano elektromagnetno valovanje. Valovi, ki imajo komponento električnega polja vzporedno z žicami, povzročijo gibanje elektronov vzdolž žice. Ker pa so elektroni prosti, se polarizator obnaša podobno kot površina kovine, takrat ko odbija svetlobo. Del svetlobe se izgubi zaradi segrevanja, ostalo se odbije nazaj. 
Drugače je z električnim poljem, ki ima smer pravokotno na žice mrežice. Elektroni se ne morejo gibati v večjih razdaljah v smeri prečno na žico. To pomeni, da se pri takšnem električnem polju zelo malo energije izgubi oziroma odbije. Zaradi tega lahko val potuje skozi polarizator. Na drugi strani mrežice dobimo elektromagnetno valovanje, ki je polarizirano v smeri pravokotno na smeri žic. 
Izvedba takšne vrte polarizatorjev zahteva razdalje med žicami, ki so manjše od valovne dolžine valovanja. Debelina žic pa mora biti samo del tega. Zaradi tega so polarizatorji te vrste uporabni samo za mikrovalove in za infrardeče valovanje z dolgimi in srednjimi valovnimi dolžinami. S sodobnimi metodami litografije lahko izdelamo tudi polarizatorje za vidno svetlobo. 

## Polarizatorji z razdelitvijo žarka
Polarizatorji z razdelitvijo žarka razdelijo vpadajoči žarek na dva dela, ki imata različni polarizaciji. 
Te vrste polarizatorji so lahko
- polarizatorji na odboj
- polarizatorji z dvolomnostjo
- polarizatorji s tankimi nanosi

### Polarizatorji na odboj
Kadar se svetloba odbije na meji dveh prozornih snovi, je odbojnost različna za svetlobo, ki je polarizirana v vpadni ravnini (ravnina, ki povezuje vpadni žarek in odbiti žarek) v primerjavi s tisto, ki je polarizirana v pravokotni smeri nanjo. Za svetlobo, ki je polarizirana v vpadni ravnini, pravimo, da ima p-polarizacijo (iz nemške besede paralleler  - vzporedno), svetloba, ki pa je polarizirana v pravokotni ravnini, pa pravimo, da ima s polarizacijo (iz nemške besede senkrecht – pravokotno). Pri določenem kotu, ki mu rečemo Brewstrov kot, se odbije samo s polarizirana svetloba, tako da po večkratnem odboju dobimo samo p polarizirano svetlobo (glej sliko na desni). Do odboja pride na prehodu iz zraka v steklo in pri prehodu iz stekla v zrak, vsaka ploščica nudi dva odboja. Takšne vrste polarizatorje imenujemo Brewstrovi polarizatorji. Običajni Brewstrovi polarizatorji imajo okoli 10 ploščic. Za vidno svetlobo je na zraku za običajno steklo Brewstrov kot okoli 57°, odbije pa se okoli 16% s polarizirane svetlobe, ki vpade na ploščico.
Preprost polarizator te vrste sestavlja nekaj steklenih ploščic, na katere pade pod Brewsterovim kotom svetloba. Na vsaki ploščici se odbije nekaj s polariziranih žarkov. Če je ploščic več, dobimo na koncu p polarizirano svetlobo. Resnične izvedbe te vrste polarizatorjev uporabljajo večje število ploščic kot pa je prikazano na sliki na desni strani.

### Polarizatorji na dvolomnost
Polarizatorji te vrste izkoriščajo dvolomnost, ki je lastnost nekaterih kristalov. Pri vpadu svetlove na takšen kristal se vpadajoži žarek razcepi na dva žarka. Vsak od teh dveh žarkov ima drugačno polarizacijo. Žarka imenujemo redni (o) in izredni (e) žarek  Vsakemu od žarkov pripada lomni količnik.
Med najbolj znanimi sta dva polarizatorja. Prvi je polarizator, ki uporablja Nicolovo prizmo. Drugi pa je polarizator z Wollastonovo prizmo.
Nicolova prizma se lahko nadomesti tudi z Glan-Thompsonovo ali Glan-Foucaultovo ali Glan-Taylorjevo prizmo. 

## Polarizatorji s tankimi nanosi
Polarizatorji s tankimi nanosi (tankimi filmi) so na ploščo nanešeni posebni nanosi. Interfenenčni pojavi na teh nanosih povzročijo, da delujejo podobno kot polarizatorji z razdelitvijo žarka. 